# Novembre 1823

## Naissances
- 3 novembre : Léopold Burthe, peintre franco-américain († 2 décembre 1860).
- 17 novembre : John Evans (mort en 1908), archéologue et géologue anglais.
- 28 novembre : Margaret Jane Mussey Sweat, poétesse américaine († 16 janvier 1908).